# Norrtjärnen (Frostvikens socken, Jämtland)
Norrtjärnen är en sjö i Strömsunds kommun i Jämtland och ingår i Ångermanälvens huvudavrinningsområde.